# Ken Owen

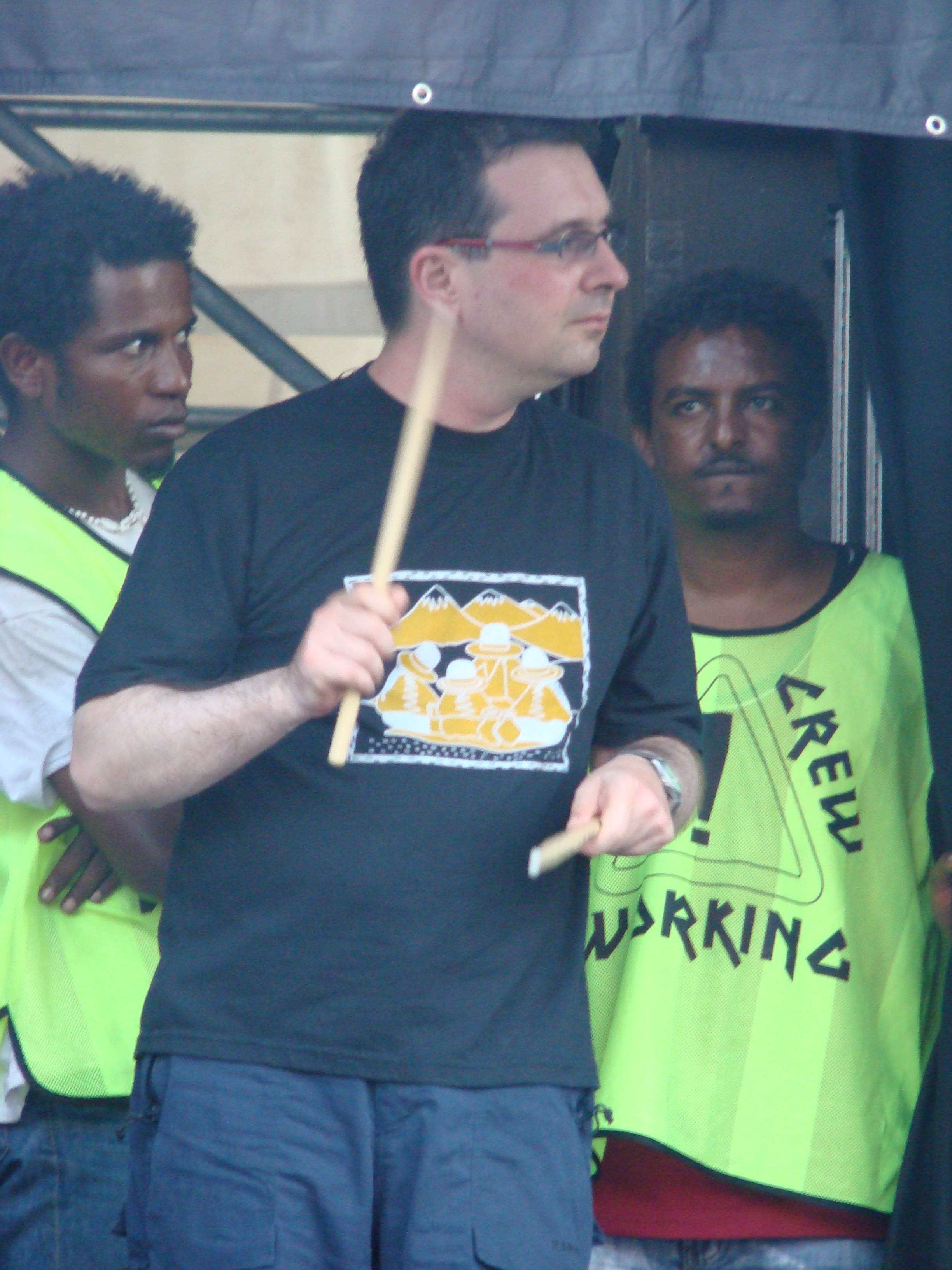
Ken Owen (2009)

Ken Owen (* 23. April 1970 in Wirral, England) ist ein britischer Metal-Schlagzeuger. Bekanntheit erlangte er als Mitbegründer der Extreme-Metal-Band Carcass.

## Biografie
Ken Owen wurde im Metropolitan Borough of Wirral, Merseyside geboren. Bereits seit der Primary School ist er mit Bill Steer, dem späteren Mitbegründer von Carcass, befreundet. Als Teenager entschloss Owen sich, Schlagzeug zu spielen, zu seinen Vorbildern zählt er Deen Castronovo und Neil Peart. 1985 gehörte er zu den Gründern der Musikgruppe Carcass. Im selben Jahr lernte er in einem Plattenladen in Liverpool Jeff Walker von den Electro Hippies kennen, der 1987 Bassist bei Carcass wurde. Owen nahm bis zur ersten Auflösung von Carcass 1996 fünf Studioalben mit der Band auf. Nach der Trennung gründete er gemeinsam mit Jeff Walker das Projekt Blackstar. Blackstar spielte eine Mischung aus traditionellem Heavy Metal und Hard Rock, trennte sich aber nach Veröffentlichung des 1997er Albums Barbed Wire Soul wieder. Im Jahr 1999 erlitt Owen eine Hirnblutung und fiel für zehn Monate ins Koma. Nach einer erfolgreichen Hirnoperation im März 2000 folgte ein Krankenhausaufenthalt bis Februar 2001. Danach begann ein Rehabilitationsprozess, während dessen er das Laufen neu erlernen und sein Kurzzeitgedächtnis trainieren musste. Im Frühjahr 2003 begann er wieder mit dem Schlagzeugspiel und steuerte einige Gesangspassagen zu Jeff Walkers Soloalbum Welcome to Carcass Cuntry bei. Nachdem sich Carcass 2007 wiedervereinigt hatte, trat Owen bei einigen wenigen Shows, z. B. beim Wacken Open Air 2008, trotz seiner gesundheitlichen Probleme mit einem Schlagzeugsolo auf.

## Diskografie
Carcass
→ siehe Carcass#Diskografie
Blackstar
- Barbed Wire Soul (1997)

Jeff Walker
- Welcome to Carcass Cuntry (2006; Sprecher bei The Man Comes Around)